# Zeven Schaken van Antwerpen
De Zeven Schaken van Antwerpen (de Zeven Riddergeslachten van Antwerpen) zijn zeven geslachten van Antwerpen die volgens J.B. Christyn een alleenrecht hadden tot de openbare ambten van Antwerpen rond de 13de eeuw na Chr., en afstammen van de eerste grondeigenaars van het gebied rond de burcht Antwerpen.

## Geschiedenis
Jean-Baptise Christyn schrijft in zijn werk Senatus populique Antverpienses. Nobilitas sive septem tribus patriciae Antverpienses. (Leiden 1672) dat in de dertiende eeuw zeven beroemde Antwerpse geslachten bloeiden, die gezamenlijk de Schaecken (de zeven ridderfamiliën) worden genoemd. Zij stamden af van de eerste eigenaars van het grondgebied rond de burcht Antwerpen gelegen. Zij zijn vernoemd naar degenen van wie zij voortkwamen of naar de plaatsen van hun domeinen. De zeven geslachten zijn: Volkaerts, Wilmaers, Hoboken, Bode, Aleyns, Impeghems en Papen/Spapen. Zij hadden alleen tot de openbare ambten toegang. Hun macht blijkt des te meer dat zij bijna al de schepengeslachten tweehonderdvijftig jaar lang aan hun bloedverwant waren. Antwerpen zou derhalve net als Brussel respectievelijk Leuven de Zeven geslachten van Brussel en de Zeven geslachten van Leuven kennen.
Raduardus Tempus Dei, stamvader van het geslacht Tytgat, was een van de schepenen van Antwerpen in 1146. Aangezien volgens Christyn de zeven ridderfamiliën in de dertiende eeuw Antwerpen het alleenrecht hadden om Antwerpen te besturen 250 jaar lang, en het geslacht Tytgat een schepenfunctie bekleedde in een eeuw daarvoor, rijst de vraag of het geslacht Tytgat bloedverwant is aan de zeven ridderfamiliën. 
In de literatuur wordt echter de stelling van Christyn (soms in harde mate) in twijfel getrokken. In de literatuur wordt aannemelijk gemaakt dat er andere geslachten waren die de schepenfunctie bekleedde en dat de zeven schaken niet meer privileges hadden dan de andere patriciërsgeslachten van Antwerpen. Op 25 februari 1355 is er een privilege van Wenceslaus en Joanna. In dit privilege wordt geschreven dat voortaan de twaalf schepenen en de zes raadslieden functies alleen mogen worden bekleed door de zes oudste geslachten van de stad Antwerpen. De zeven schaken zouden dus wel meer privileges genieten dan de andere patriciërsgeslachten.
In de Nieuwe Geschiedenis van Antwerpen wordt geschreven dat de zeven ridderfamiliën geen graad in de adelstand genoten, en leenplichtig waren onder de burggraaf van Antwerpen. Zij zouden een middelklasse tussen de adel en de gewone burgers vormen. Desalniettemin stelt Hendrik Emmanuel van Cuyck dat dit geenszins betekent dat de zeven ridderfamiliën wel edel zouden kunnen zijn, en vraagt zich af of de Zeven Schaken wel behoorden tot de adel.